# Deudorix suk
Deudorix suk is een vlinder uit de familie van de Lycaenidae. De wetenschappelijke naam van de soort is voor het eerst gepubliceerd in 1948 door Henri Stempffer.
De soort komt voor in Oeganda en Kenia.